# Хлеб (альбом)
«Хлеб» — десятый студийный альбом ска/панк-рок-группы «Ленинград». Альбом затрагивает острую социальную тематику (в особенности такие песни как «Суть», «Нефть», «Свобода», «Кредит») и является почти концептуальным.
На данный момент это самый насущный проект, который я когда-либо слышал. Страх и ненависть, хлеб и зрелища в Санкт-Петербурге.Сергей Шнуров
«Малая Ленинградская Симфония» — компиляция пяти известных песен Шнура в аранжировке виолончелиста Сергея Драбкина (Rastrelli Cello Quartett).
Шнуров давно хотел, чтобы его песни зазвучали в исполнении классических музыкантов. Он мечтал о целом оркестре, но… В итоге решил, что виолончелисты смогут не хуже. Да и нам музыка его всегда нравилась. Наш аранжировщик Сергей Драбкин записал композицию, собранную из песен Шнурова — отдаленно она напоминала «Ленинградскую симфонию» Шостаковича. Поэтому мы решили назвать нашу симфонию «Малой Ленинградской».Кирилл Кравцов, руководитель «Rastrelli Cello Quartett»
Автором слов к песне «Кредит» выступил Стас Барецкий. Текст к композиции «Небесный теннис» был написан им же в соавторстве со Шнуровым.
Альбом также выходил в Европе на лейбле Eastblock music с иным оформлением, без трека «Малая Ленинградская Симфония» и в двух вариантах — digipack и лимитированное двухдисковое издание (сам альбом «Хлеб» и сольный альбом Шнурова «Второй Магаданский» (Мистерия звука, 2003). Бонусами идут две песни: «Супер Гуд» и «Геленджик», а также клип «Геленджик».
«Хлеб» — это «Ленинград» в своей лучшей форме, рок-н-ролл до отвала и хрипоты.Максим Семеляк, журнал «Афиша»

## Список композиций
Слова и музыка всех песен — Сергей Шнуров, если не указано иное.
| №                   | Название                                                        | Длительность |
| ------------------- | --------------------------------------------------------------- | ------------ |
| 1.                  | «Ленин/град»                                                    | 2:43         |
| 2.                  | «Небесный Теннис» (муз. С. Шнуров — сл. С. Барецкий, С. Шнуров) | 3:28         |
| 3.                  | «На не»                                                         | 2:19         |
| 4.                  | «Суть»                                                          | 2:27         |
| 5.                  | «Ф.К.»                                                          | 2:09         |
| 6.                  | «Нефть»                                                         | 1:42         |
| 7.                  | «кто кого»                                                      | 2:42         |
| 8.                  | «К@К@/in»                                                       | 2:08         |
| 9.                  | «Свобода»                                                       | 3:09         |
| 10.                 | «Флаг»                                                          | 1:47         |
| 11.                 | «Кредит» (муз. С. Шнуров — сл. С. Барецкий)                     | 3:18         |
| 12.                 | «“На Хуй” Рок/н/ролл»                                           | 2:40         |
| 13.                 | «Мчащийся сквозь грозу»                                         | 2:35         |
| 14.                 | «Багдад»                                                        | 2:54         |
| 15.                 | «Гитара» (муз. В. Дашкевич, аранж. С. Шнуров — сл. С. Шнуров)   | 1:40         |
| 16.                 | «Песня старого фаната»                                          | 1:36         |
| 17.                 | «Малая Ленинградская Симфония»                                  | 6:25         |
| Общая длительность: | Общая длительность:                                             | 45:41        |

## Музыканты
- Сергей «Шнур» Шнуров — вокал, гитара
- Роман «Шухер» Парыгин — труба
- Владислав «Валдик» Александров — тромбон
- Андрей «Андромедыч» Антоненко — туба, клавишные
- Григорий «Зонтик» Зонтов — тенор-саксофон
- Алексей «Лёха» Канев — баритон-саксофон
- Константин «Лимон» Лимонов — гитара, перкуссия
- Андрей «Дед» Кураев — бас-гитара, перкуссия
- Стас Барецкий — бэк-вокал (2, 11), имидж
- Илья «Пианист» Рогачевский — клавишные
- Денис «Кащей» Купцов — барабаны
- Всеволод «Севыч» Антонов — перкуссия, бэк-вокал
- Александр «Пузо» Попов — большой барабан, бэк-вокал
- Денис «Дэнс» Можин — звукорежиссёр

## Использованные семплы
- «Небесный теннис» — Uma2rmaH «Теннис»
- «Свобода» — Кипелов «Я свободен»

## Интересные факты
- Припев песни «Кредит» представляет собой обыгранный проигрыш композиции «Апельсиновая песня» поп-группы «Блестящие».
- Композиция «Флаг» является пародией на трек Евгения Гришковца и группы «Бигуди» «Настроение улучшилось».
- Песня «Кто кого» имеет первоначальную радиоверсию. Она гораздо более жёсткая, чем альбомная.
- Песня «Свобода» имеет радиоверсию, в которой, в отличие от альбомной, на припеве использована запись вокала Валерия Кипелова. Эта же версия вошла в саундтрек к картине «Бумер. Фильм второй».